# Anisotoma cordifolia
Anisotoma cordifolia là một loài thực vật có hoa trong họ La bố ma. Loài này được Edward Fenzl mô tả khoa học đầu tiên năm 1843.